# 鎮武軍節度使
鎮武军节度使，五代十国时期闽国设置的节度使，治所在建州（今福建省建瓯市）。

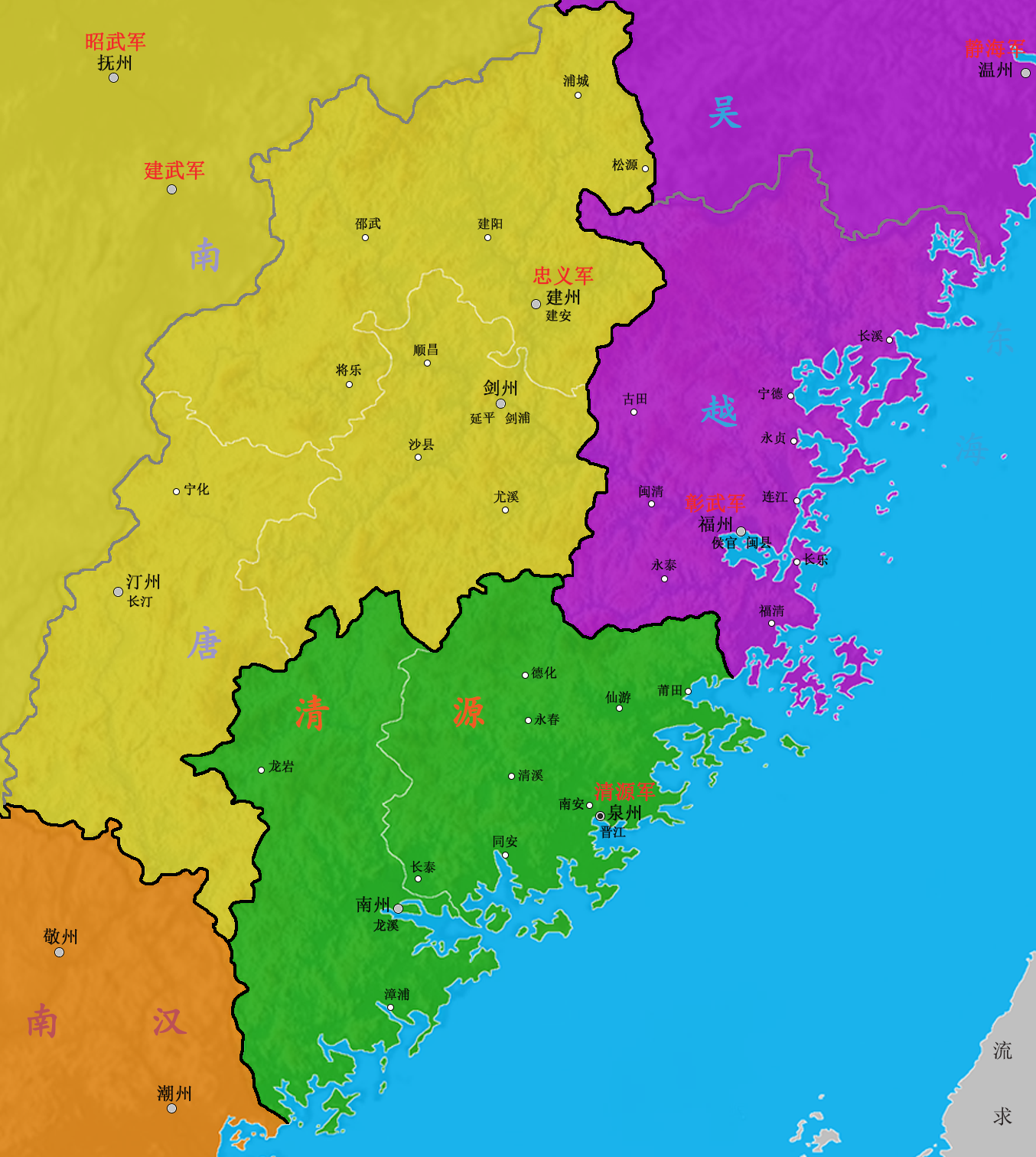
忠义军（957年）

闽永隆三年（941年），在建州设立鎮安军，下辖建州1州，以富沙王王延政为节度使。不久，王延政将镇安军改为鎮武军。天德元年（943年），王延政在建州称帝，建国号殷，废除鎮武军。次年，王延政夺得福州，恢复国号闽。南唐保大三年（945年），南唐灭闽，置永安军，领建州、汀州，治建州。保大六年（948年），分建州地，置剑州，治剑浦县（今福建省南平市延平区）。保大十三年（956年），改永安军为忠义军。北宋开宝八年（975年），宋朝攻灭南唐，废忠义军。

## 历任节度使
- 王延禀（927年）
- 王继雄（931年）
- 王延政（936年—945年）
- 王崇文（945年—959年）
- 查文徽（949年—950年）
- 陈诲（950年—962年）
- 陈谦（962年—966年）
- 张昭（通判，968年—971年）
- 陈德诚（971年—972年，未任）
- 尚全恭（知军州事，971年—974年）
- 查元方（通判，975年）